# 苯甲酰基二茂铁
苯甲酰基二茂铁是一种有机铁化合物，化学式为C
17H
14FeO，它可由二茂铁和苯甲酰氯在三氯化铝存在下于二硫化碳中反应得到。

## 反应
它和三甲基氰硅烷在碘化锌催化下在二氯甲烷反应，可以得到α-苯基-α-三甲基硅氧基二茂铁乙腈。